# Nazionale femminile di calcio del Canada
La nazionale di calcio femminile del Canada è la rappresentativa calcistica femminile internazionale del Canada, gestita dalla locale federazione calcistica (CSA).
In base alla classifica emessa dalla FIFA il 16 agosto 2024, occupa il 6º posto del FIFA/Coca-Cola Women's World Ranking. Come membro del CONCACAF, partecipa a vari tornei di calcio internazionali, come il campionato mondiale FIFA, la CONCACAF Women's Championship, i Giochi olimpici estivi e i tornei ad invito come l'Algarve Cup o la Cyprus Cup.
I maggiori risultati raggiunti dalla squadra sono la vittoria del torneo olimpico del 2020, dopo i due bronzi consecutivi nelle edizioni del 2012 e del 2016, la vittoria per due volte della CONCACAF Women's Championship nelle edizioni del 1998 e del 2010, e le semifinali raggiunte al campionato mondiale femminile di calcio 2003.

## Storia
La nazionale del Canada disputò la sua prima partita internazionale il 7 luglio 1986 a Blaine (Minnesota) contro la nazionale degli Stati Uniti, terminata 2-0 per le statunitensi. Negli anni successivi partecipò a diversi tornei internazionali a invito, finché nel 1991 partecipò alla prima edizione della CONCACAF Women's Championship: dopo aver superato agevolmente la fase a gironi, così come la semifinale contro Trinidad e Tobago, perse la finale contro gli Stati Uniti per 5-0, mancando anche l'accesso all'edizione inaugurale del Campionato mondiale femminile di calcio. Dopo aver concluso al terzo posto l'edizione 1993 della CONCACAF Women's Championship dietro alla nazionale neozelandese, invitata a partecipare nonostante sia affiliata alla OFC, il secondo posto nell'edizione 1994 consentì alle canadesi di qualificarsi per la prima volta al campionato mondiale di Svezia 1995. La nazionale canadese venne sorteggiata nel gruppo B assieme a Norvegia, Inghilterra e Nigeria: fece il suo esordio il 6 giugno 1995 a Helsingborg, perdendo 3-2 dalle inglesi, ottenne il primo punto due giorni dopo grazie al 3-3 contro le nigeriane, ma la sconfitta per 7-0 subita dalle norvegesi, che avrebbero poi vinto il campionato, sancì l'eliminazione al primo turno.
Le canadesi conquistarono il loro primo trofeo nel 1998, vincendo la CONCACAF Championship, edizione ospitata dalle stesse canadesi e che si caratterizzò per l'assenza degli Stati Uniti, che erano già qualificati per il campionato mondiale 1999 come organizzatori. Dopo aver superato molto agevolmente la fase a gironi, nella quale spiccano le vittorie record per 21-0 contro il Porto Rico e per 14-0 contro la Martinica, il Canada sconfisse in semifinale la Costa Rica per 2-0 e poi in finale il Messico per 1-0. La successiva partecipazione al campionato mondiale 1999 si concluse come la precedente edizione con l'eliminazione al primo turno: sorteggiata nel gruppo C con Norvegia, Russia e Giappone, il Canada ottenne un solo punto col pareggio contro le giapponesi e subì un'altra pesante sconfitta (7-1) dalle norvegesi. Nel 2000 la massima competizione organizzata dalla CONCACAF cambiò denominazione in Gold Cup e vide la partecipazione su invito del Brasile e della Cina: dopo aver concluso il proprio girone alle spalle delle cinesi, le canadesi sono state sconfitte prima in semifinale dagli Stati Uniti e poi nella finale per il terzo posto nuovamente dalle cinesi. Il secondo posto conquistato nella successiva edizione di Gold Cup consentì alle canadesi l'accesso al campionato mondiale 2003. Al mondiale le canadesi riuscirono a superare la fase a gironi per la prima volta, grazie alla due vittorie contro Argentina e Giappone, seguite alla sconfitta contro la Germania. Nei quarti di finale il Canada superò la Cina grazie alla rete realizzata da Charmaine Hooper, ma venne poi sconfitto in semifinale dalla Svezia per 2-1 dopo essere passato in vantaggio. Nella finale per il terzo posto la nazionale canadese venne sconfitta dalle padrone di casa statunitensi, concludendo il campionato al quarto posto.
Nel campionato mondiale 2007 il Canada venne eliminato nuovamente al termine della fase a gironi. Dopo aver perso la partita inaugurale contro la Norvegia, vinse contro il Ghana per 4-0, arrivando alla terza partita contro l'Australia con la necessità di vincere per superare il turno: avanti sin dal primo minuto grazie alla rete di Melissa Tancredi, subì il pareggio all'inizio del secondo tempo, per poi riportarsi avanti a cinque minuti dal termine grazie alla rete di Christine Sinclair, ma al secondo minuto di recupero arrivò il pareggio di Cheryl Salisbury che portò le australiane agli ottavi di finale e mandò le canadesi a casa. Nonostante arrivasse dalla vittoria della Gold Cup 2010 e della Cyprus Cup 2010, non andò meglio l'edizione 2011 del campionato mondiale, che vide il Canada eliminato al termine della fase a girone con zero punti, avendo perso tutte e tre le gare del gruppo A contro le padroni di casa della Germania, la Francia e la Nigeria, e realizzando una sola rete con Christine Sinclair, vittima di una frattura al naso nel corso della prima partita. Al termine del campionato arrivarono anche le dimissioni della selezionatrice Carolina Morace, che aveva preso in mano le redini della squadra quattro anni prima.
Nel 2012 la nazionale canadese conquistò la qualificazione al torneo femminile di calcio dei Giochi della XXX Olimpiade disputatisi a Londra. Dopo aver superato il proprio gruppo come migliore terza, superò le padrone di casa del Gran Bretagna per 2-0 nei quarti di finale. In semifinale il Canada venne sconfitto dagli Stati Uniti dopo i tempi supplementari, nonostante la tripletta realizzata da Christine Sinclair. Nella finale per il terzo posto il Canada superò la Francia grazie a una rete di Diana Matheson al secondo minuto di recupero, conquistando la medaglia di bronzo finale.
Il 2015 vide il Canada ospitare il campionato mondiale e da paese ospitante venne inserito nel gruppo A, dove venne sorteggiato assieme a Cina, Paesi Bassi e Nuova Zelanda. Dopo aver vinto il raggruppamento con cinque punti, frutto di una vittoria e due pareggi, il Canada superò la Svizzera per 1-0 negli ottavi di finale, ma venne sconfitto dall'Inghilterra per 2-1 nei quarti di finale, venendo eliminato e concludendo al sesto posto finale. La media spettatori per le partite della nazionale canadese fu di 48 380, con una punta di 54 027 spettatori a seguire la partita dei quarti di finale al BC Place di Vancouver, risultando essere la più alta affluenza per una squadra nazionale canadese di qualsiasi sport in partite disputate in Canada.
Anche nel 2016 la nazionale canadese conquistò la qualificazione al torneo femminile di calcio dei Giochi della XXXI Olimpiade disputatisi a Rio de Janeiro. Dopo aver superato il proprio gruppo come prima classificata, avendo vinto tutte e tre le partite, superò la Francia per 1-0 nei quarti di finale, ma venne poi sconfitta in semifinale dalla Germania. Nella finale per il terzo posto il Canada superò il Brasile grazie alle reti di Deanne Rose e Christine Sinclair, conquistando nuovamente la medaglia di bronzo finale. Con la finale per il bronzo Christine Sinclair raggiunse la presenza numero 250 con la nazionale canadese.
Qualificatasi al campionato mondiale 2019 come seconda classificata nella CONCACAF Women's Championship 2018, la nazionale canadese è stata sorteggiata nel gruppo E assieme a Paesi Bassi, Camerun e Nuova Zelanda. Il Canada ha superato la fase a gironi come seconda classificata, avendo battuto sia il Camerun sia la Nuova Zelanda, ma perdendo dai Paesi Bassi. Negli ottavi di finale il Canada ha affrontato la Svezia, venendo sconfitto per 1-0 grazie alla rete realizzata da Stina Blackstenius, e venendo così eliminato dal campionato mondiale.

## Partecipazione ai tornei internazionali
Legenda: Grassetto: Risultato migliore, Corsivo: Mancate partecipazioni

## Palmarès
- CONCACAF Women's Championship: 2

1998, 2010
- Algarve Cup: 1

2016
- Torneo Olimpico: 1

Tokyo 2020

## Selezionatori
- 1986-1991:  Neil Turnbull
- 1993-1995:  Sylvie Béliveau
- 1996-1999:  Neil Turnbull
- 2000-2008:  Even Pellerud
- 2009-2011:  Carolina Morace
- 2011-2018:  John Herdman
- 2018-2020:  Kenneth Heiner-Møller
- 2020-oggi:  Bev Priestman

## Tutte le rose

### Campionato mondiale
Coppa del Mondo FIFA 19951 Hawthorne, 2 Stoumbos, 3 Hooper, 4 Ring, 5 Neil, 6 Donnelly, 7 Morneau, 8 Sedgwick, 9 Helland, 10 O'Brien, 11 Caron, 12 McEachern, 13 Kelly, 14 Ross, 15 Muir, 16 Mongrain, 17 Burtini, 18 Chin, 19 Gerrior, 20 Singfield, CT: Beliveau
Coppa del Mondo FIFA 19991 Wright, 2 Smith, 3 Nonen, 4 Franck, 5 Neil, 6 Donnelly, 7 Morneau, 8 Maglio, 9 Helland, 10 Hooper, 11 Rosenow, 12 Harvey, 13 Walsh, 14 Joly, 15 Muir, 16 Haas, 17 Burtini, 18 Bowie, 19 Haz, 20 LeBlanc, CT: Turnbull
Coppa del Mondo FIFA 20031 LeBlanc, 2 Latham, 3 Consolante, 4 Andrews, 5 Neil, 6 Nonen, 7 Morneau, 8 Kiss, 9 Wilkinson, 10 Hooper, 11 Hermus, 12 Sinclair, 13 Matheson, 14 Moscato, 15 Lang, 16 Timko, 17 Burtini, 18 Dennis, 19 McLeod, 20 Swiatek, CT: Pellerud
Coppa del Mondo FIFA 20071 LeBlanc, 2 Kiss, 3 Booth, 4 Gayle, 5 Neil, 6 Dennis, 7 Wilkinson, 8 Matheson, 9 Chapman, 10 Franko, 11 Hermus, 12 Sinclair, 13 Walsh, 14 Tancredi, 15 Lang, 16 Thorlakson, 17 Timko, 18 McLeod, 19 Schmidt, 20 Swiatek, 21 Robinson, CT: Pellerud
Coppa del Mondo FIFA 20111 LeBlanc, 2 Zurrer, 3 Parker, 4 Moscato, 5 Gayle, 6 Kyle, 7 Wilkinson, 8 Matheson, 9 Chapman, 10 Robinson, 11 Scott, 12 Sinclair, 13 Schmidt, 14 Tancredi, 15 Julien, 16 Filigno, 17 Timko, 18 McLeod, 19 Stewart, 20 Nault, 21 Labbé, CT: Morace
Coppa del Mondo FIFA 20151 McLeod, 2 Zurrer, 3 Buchanan, 4 Moscato, 5 Gayle, 6 Kyle, 7 Wilkinson, 8 Matheson, 9 Bélanger, 10 Sesselmann, 11 Scott, 12 Sinclair, 13 Schmidt, 14 Tancredi, 15 Chapman, 16 Filigno, 17 Fleming, 18 Iacchelli, 19 Leon, 20 Nault, 21 Labbé, 22 Lawrence, 23 LeBlanc, CT: Herdman
Coppa del Mondo FIFA 20191 Labbé, 2 Chapman, 3 Buchanan, 4 Zadorsky, 5 Quinn, 6 Rose, 7 Grosso, 8 Riviere, 9 Huitema, 10 Lawrence, 11 Scott, 12 Sinclair, 13 Schmidt, 14 Carle, 15 Prince, 16 Beckie, 17 Fleming, 18 Sheridan, 19 Leon, 20 Woeller, 21 D'Angelo, 22 Agnew, 23 Hellstrom, CT: Heiner-Møller
Coppa del Mondo FIFA 20231 Sheridan, 2 Chapman, 3 Buchanan, 4 Zadorsky, 5 Quinn, 6 Rose, 7 Grosso, 8 Riviere, 9 Huitema, 10 Lawrence, 11 Viens, 12 Sinclair, 13 Schmidt, 14 Gilles, 15 Prince, 16 Carle, 17 Fleming, 18 D'Angelo, 19 Leon, 20 Lacasse, 21 Awujo, 22 Proulx, 23 Smith, CT: Priestman

### Giochi olimpici
Calcio ai Giochi Olimpici Estivi 20081 LeBlanc, 2 Robinson, 3 Zurrer, 4 Rustad, 5 Gayle, 6 Schmidt, 7 Wilkinson, 8 Matheson, 9 Chapman, 10 Franko, 11 Hermus, 12 Sinclair, 13 Walsh, 14 Tancredi, 15 Lang, 16 Filigno, 17 Timko, 18 McLeod, CT: Pellerud
Calcio ai Giochi Olimpici Estivi 20121 LeBlanc, 2 Zurrer, 3 Stewart, 4 Moscato, 5 Gayle, 6 Kyle, 7 Wilkinson, 8 Matheson, 9 Chapman, 10 Sesselmann, 11 Scott, 12 Sinclair, 13 Schmidt, 14 Tancredi, 15 Parker, 16 Filigno, 17 Timko, 18 McLeod, 19 Booth, 20 Nault, CT: Herdman
Calcio ai Giochi Olimpici Estivi 20161 Labbé, 2 Chapman, 3 Buchanan, 4 Zadorsky, 5 Quinn, 6 Rose, 7 Wilkinson, 8 Matheson, 9 Bélanger, 10 Lawrence, 11 Scott, 12 Sinclair, 13 Schmidt, 14 Tancredi, 15 Prince, 16 Beckie, 17 Fleming, 18 D'Angelo, CT: Herdman
Calcio ai Giochi Olimpici Estivi 20201 Labbé, 2 Chapman, 3 Buchanan, 4 Zadorsky, 5 Quinn, 6 Rose, 7 Grosso, 8 Riviere, 9 Leon, 10 Lawrence, 11 Scott, 12 Sinclair, 13 Viens, 14 Gilles, 15 Prince, 16 Beckie, 17 Fleming, 18 Sheridan, 19 Huitema, 20 Schmidt, 21 Carle, 22 McLeod, CT: Priestman
Calcio ai Giochi Olimpici Estivi 20241 Sheridan, 2 Carle, 3 Buchanan, 4 Viens, 5 Quinn, 6 Lacasse, 7 Grosso, 8 Riviere, 9 Huitema, 10 Lawrence, 11 Leon, 12 Rose, 13 Awujo, 14 Gilles, 15 Prince, 16 Beckie, 17 Fleming, 18 D'Angelo, CT: Priestman

### CONCACAF Women's Championship
CONCACAF Women's Championship 20181 Labbé, 2 Chapman, 3 Buchanan, 4 Zadorsky, 5 Quinn, 6 Rose, 7 Grosso, 8 Matheson, 9 Huitema, 10 Lawrence, 11 Regan, 12 Sinclair, 13 Schmidt, 14 Carle, 15 Prince, 16 Beckie, 17 Fleming, 18 Sheridan, 19 Leon, 20 Agnew, CT: Heiner-Møller
CONCACAF Women's Championship 20221 Sheridan, 2 Chapman, 3 Buchanan, 4 Zadorsky, 5 Quinn, 6 Rose, 7 Grosso, 8 Riviere, 9 Huitema, 10 Lawrence, 11 Scott, 12 Sinclair, 13 Schmidt, 14 Gilles, 15 Prince, 16 Beckie, 17 Fleming, 18 D'Angelo, 19 Leon, 20 Lacasse, 21 Burns, 22 Proulx, 23 St-Georges, CT: Priestman

## Rosa
Lista delle 18 giocatrici convocate dalla selezionatrice Bev Priestman per il torneo femminile di calcio ai Giochi della XXXIII Olimpiade, in programma dal 24 luglio al 9 agosto 2024. A queste si aggiungono Lysianne Proulx, Shelina Zadorsky, Gabrielle Carle e Deanne Rose, indicate come riserve. Il 20 luglio 2024 Gabrielle Carle ha sostituito l'infortunata Sydney Collins in squadra, mentre Desiree Scott è stata aggiunta alla lista delle riserve. Presenze e reti al momento delle convocazioni. Numerazione come da lista FIFA.
| N. | Pos. | Giocatore         | Data nascita (età)          | Pres. | Reti | Squadra             |
| -- | ---- | ----------------- | --------------------------- | ----- | ---- | ------------------- |
| 1  | P    | Kailen Sheridan   | 16 luglio 1995 (29 anni)    | 50    | 0    | San Diego Wave      |
| 2  | D    | Gabrielle Carle   | 12 ottobre 1998 (25 anni)   | 46    | 1    | Washington Spirit   |
| 3  | D    | Kadeisha Buchanan | 5 novembre 1995 (28 anni)   | 149   | 6    | Chelsea             |
| 4  | A    | Evelyne Viens     | 6 febbraio 1997 (27 anni)   | 31    | 5    | Roma                |
| 5  | C    | Quinn             | 11 agosto 1995 (28 anni)    | 100   | 6    | Seattle Reign       |
| 6  | A    | Cloé Lacasse      | 7 luglio 1993 (31 anni)     | 36    | 5    | Arsenal             |
| 7  | C    | Julia Grosso      | 29 agosto 2000 (22 anni)    | 63    | 3    | Svincolata          |
| 8  | D    | Jayde Riviere     | 22 gennaio 2001 (23 anni)   | 46    | 1    | Manchester United   |
| 9  | A    | Jordyn Huitema    | 8 maggio 2001 (23 anni)     | 81    | 21   | Seattle Reign       |
| 10 | D    | Ashley Lawrence   | 11 giugno 1995 (29 anni)    | 134   | 8    | Chelsea             |
| 11 | A    | Adriana Leon      | 2 ottobre 1992 (31 anni)    | 114   | 40   | Aston Villa         |
| 12 | D    | Jade Rose         | 12 febbraio 2003 (21 anni)  | 21    | 0    | Harvard Crimson     |
| 13 | C    | Simi Awujo        | 23 settembre 2003 (20 anni) | 17    | 1    | USC Trojans         |
| 14 | D    | Vanessa Gilles    | 11 marzo 1996 (28 anni)     | 41    | 4    | Olympique Lione     |
| 15 | A    | Nichelle Prince   | 19 febbraio 1995 (29 anni)  | 97    | 16   | Kansas City Current |
| 16 | A    | Janine Beckie     | 20 agosto 1994 (29 anni)    | 105   | 36   | Portland Thorns     |
| 17 | C    | Jessie Fleming    | 11 marzo 1998 (26 anni)     | 132   | 19   | Portland Thorns     |
| 18 | P    | Sabrina D'Angelo  | 11 maggio 1993 (31 anni)    | 16    | 0    | Svincolata          |

## Record individuali
Statistiche aggiornate al 4 giugno 2024.

### Record presenze
| # | Nome               | Anni      | Presenze | Gol |
| - | ------------------ | --------- | -------- | --- |
| 1 | Christine Sinclair | 2000-2023 | 331      | 190 |
| 2 | Sophie Schmidt     | 2005-2023 | 226      | 20  |
| 3 | Diana Matheson     | 2003-2021 | 206      | 19  |
| 4 | Desiree Scott      | 2010-     | 187      | 0   |
| 5 | Rhian Wilkinson    | 2003-2017 | 181      | 7   |
| 6 | Kadeisha Buchanan  | 2013-     | 149      | 6   |
| 7 | Ashley Lawrence    | 2013-     | 134      | 8   |
| 8 | Brittany Baxter    | 2002-2014 | 132      | 5   |
| 8 | Andrea Neil        | 1991-2007 | 132      | 24  |
| 8 | Jessie Fleming     | 2013-     | 132      | 19  |

### Record reti
| #  | Nome               | Anni      | Gol | Presenze |
| -- | ------------------ | --------- | --- | -------- |
| 1  | Christine Sinclair | 2000-2023 | 190 | 331      |
| 2  | Charmaine Hooper   | 1986-2004 | 71  | 128      |
| 3  | Adriana Leon       | 2013-     | 40  | 114      |
| 4  | Silvana Burtini    | 1987-2003 | 38  | 77       |
| 5  | Janine Beckie      | 2014-     | 36  | 105      |
| 6  | Kara Lang          | 2002-2010 | 34  | 92       |
| 7  | Melissa Tancredi   | 2004-2017 | 27  | 124      |
| 8  | Andrea Neil        | 1991-2007 | 24  | 132      |
| 9  | Jordyn Huitema     | 2017-     | 21  | 81       |
| 10 | Sophie Schmidt     | 2005-2023 | 20  | 226      |